# 圣让拉沙尔姆
圣让拉沙尔姆（法語：Saint-Jean-Lachalm，法語發音：[sɛ̃ ʒɑ̃ laʃalm]）是法国上卢瓦尔省的一个市镇，属于勒皮区。

## 地理
圣让拉沙尔姆（44°57'25"N, 3°43'7"E）面积34.64 平方千米，位于法国奥弗涅-罗讷-阿尔卑斯大区上盧瓦爾省，该省份为法国中南部省份，北起多姆山省和卢瓦尔省，西接康塔爾省，南至洛泽尔省，东临阿尔代什省。
与圣让拉沙尔姆接壤的市镇（或旧市镇、城区）包括：阿莱拉斯、班斯、凯尔、阿列河畔莫尼斯特罗勒、维德、塞讷若勒。

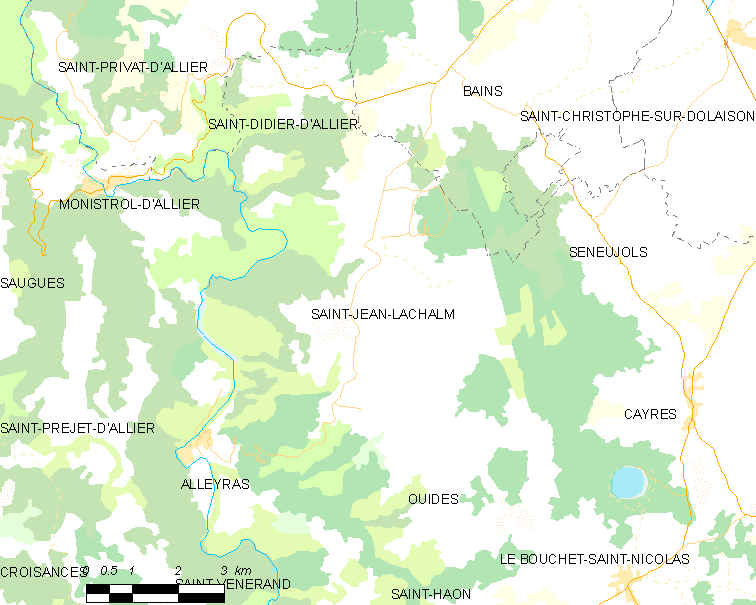
圣让拉沙尔姆的OSM定位图

圣让拉沙尔姆的时区为UTC+01:00、UTC+02:00（夏令时）。

## 行政
圣让拉沙尔姆的邮政编码为43510，INSEE市镇编码为43198。

## 政治
圣让拉沙尔姆所属的省级选区为火山沃莱县。

## 人口

1962-2008年间圣让拉沙尔姆人口变化图示

圣让拉沙尔姆于2022年1月1日时的人口数量为303人。